# Чемпіонат світу з трекових велоперегонів 2012
Чемпіонат світу з трекових велоперегонів 2012 проходив з 4 по 8 квітня 2012 року в Мельбурні, Австралія на Hisense Arena. Всього у змагання взяли участь 306 спортсмени з 41 країни, які розіграли 19 комплектів нагород — 10 у чоловіків та 9 у жінок.

## Медалісти

### Чоловіки
| Дисципліна                         | Золото                                                                             | Срібло                                                                 | Бронза                                                             |
| Спринт                             | Грегорі Боже                                                                       | Джейсон Кенні                                                          | Кріс Гой                                                           |
| Гіт (1 км)                         | Штефан Німке (1:00.082)                                                            | Мікаель Д'Алмейда (1:00.509)                                           | Саймон ван Велтувен (1:00.543)                                     |
| Індивідуальна гонка переслідування | Майкл Гепберн (4:15.839)                                                           | Джек Бобрідж (4:16.313)                                                | Вестлі Гаф (4:16.945)                                              |
| Командна гонка переслідування      | Велика Британія Едвард Кленсі Стівен Берк Пітер Кенно Джерейнт Томас (3:53.295 WR) | Австралія Гленн О'Ші Джек Бобрідж Роан Денніс Майкл Гепберн (3:53.401) | Нова Зеландія Аарон Гейт Сем Б'юлі Вестлі Гаф Марк Раян (3:57.592) |
| Командний спринт                   | Австралія Шейн Перкінс Скот Сандерленд Метью Ґлетцер (43.266)                      | Франція Грегорі Боже Кевен Сіро Мікаель Д'Алмейда (43.267)             | Нова Зеландія Ітан Мітчелл Сем Вебстер Едвард Докінс (43.812)      |
| Кейрін                             | Кріс Гой                                                                           | Максиміліан Леві                                                       | Джейсон Кенні                                                      |
| Скретч                             | Бен Свіфт                                                                          | Нолан Гоффман                                                          | Вім Строетінга                                                     |
| Гонка за очками                    | Камерон Меєр (33)                                                                  | Бен Свіфт (32)                                                         | Кенні Де Кетеле (30)                                               |
| Медісон                            | Бельгія Кенні Де Кетеле Гейс Ван Хукке (24)                                        | Велика Британія Бен Свіфт Джерейнт Томас (18)                          | Австралія Лі Ховард Камерон Меєр (11)                              |
| Омніум                             | Гленн О'Ші (22)                                                                    | Захарі Белл (28)                                                       | Лассе Норман Гансен (29)                                           |

### Жінки
| Дисципліна                         | Золото                                                             | Срібло                                                              | Бронза                                                         |
| Спринт                             | Вікторія Пендлтон                                                  | Сімона Крупекайте                                                   | Анна Мірс                                                      |
| Гіт (500 м)                        | Анна Мірс (33.010 WR)                                              | Міріам Вельте (33.626)                                              | Джессіка Варніш (33.999)                                       |
| Індивідуальна гонка переслідування | Елісон Шенкс (3:30.199)                                            | Венді Гувенаґел (3:32.340)                                          | Ешлі Анкудінов (3:33.593)                                      |
| Командна гонка переслідування      | Велика Британія Дені Кінг Лора Тротт Джоанна Роуселл (3:15.720 WR) | Австралія Аннетт Едмондсон Мелісса Госкінс Жозефін Томік (3:16.943) | Канада Тара Віттен Джасмін Глессер Джилліан Карлтон (3:19.529) |
| Командний спринт                   | Німеччина Міріам Вельте Крістіна Фоґель (32.549 WR)                | Австралія Анна Мірс Каарле Маккалох (32.597)                        | КНР Гун Цзіньцзє Гуо Шуан (32.870)                             |
| Кейрін                             | Анна Мірс                                                          | Катерина Гніденко                                                   | Крістіна Фоґель                                                |
| Скретч                             | Катаржина Павловська                                               | Мелісса Госкінс                                                     | Келлі Дрютс                                                    |
| Гонка за очками                    | Анастасія Чулкова (31)                                             | Джасмін Глессер (28)                                                | Керолайн Раян (24)                                             |
| Омніум                             | Лора Тротт (28)                                                    | Аннетт Едмондсон (31)                                               | Сара Гаммер (36)                                               |

## Загальний медальний залік
| Місце  | Країна          | Золото | Срібло | Бронза | Загалом |
| ------ | --------------- | ------ | ------ | ------ | ------- |
| 1      | Австралія       | 6      | 6      | 3      | 15      |
| 2      | Велика Британія | 6      | 4      | 3      | 13      |
| 3      | Німеччина       | 2      | 2      | 1      | 5       |
| 4      | Франція         | 1      | 2      |        | 3       |
| 5      | Росія           | 1      | 1      |        | 2       |
| 6      | Нова Зеландія   | 1      |        | 4      | 5       |
| 7      | Бельгія         | 1      |        | 2      | 3       |
| 8      | Польща          | 1      |        |        | 1       |
| 9      | Канада          |        | 2      | 1      | 3       |
| 10     | Литва           |        | 1      |        | 1       |
| 10     | ПАР             |        | 1      |        | 1       |
| 12     | Данія           |        |        | 1      | 1       |
| 12     | Ірландія        |        |        | 1      | 1       |
| 12     | Нідерланди      |        |        | 1      | 1       |
| 12     | КНР             |        |        | 1      | 1       |
| 12     | США             |        |        | 1      | 1       |
| Всього | Всього          | 19     | 19     | 19     | 57      |